# Centre d'Arts Escèniques de Reus
El Centre d'Arts Escèniques de Reus (CAER) és un centre públic de Reus dedicat a la producció i la programació d'activitats relacionades amb les arts escèniques.
El CAER es va crear l'any 2005, a través d'un conveni de col·laboració entre la Generalitat de Catalunya, la diputació de Tarragona i l'Ajuntament de Reus. La seva funció és la coordinació de l'oferta escènica dels teatres públics de Reus, els festivals escènics organitzats a la ciutat i la producció d'espectacles d'arts escèniques.
Amb la creació del primer centre productor públic de teatre a Catalunya fora de Barcelona es pretenia definir un model de producció en xarxa cercant complicitats amb altres actors del país, com el Teatre Lliure o el Teatre Nacional de Catalunya (TNC), intentant sumar i crear complicitats, de fer xarxa, compartir projectes econòmics. L'activitat del CAER es desenvolupa especialment als dos teatres principals de la ciutat, el Teatre Fortuny i el Teatre Bartrina, i en altres espais com el Centre d'Art Cal Massó de Cal Massó. D'aquesta manera s'aglutinaven totes les activitats que fins aquell moment es realitzaven des de Reus, com el 'Festival de Circ Trapezi', el 'Festival COS' o 'Teatres de Reus'.
L'any 2005 la direcció artística del projecte s'encarregà a Ferran Madico i Rodríguez, que en dirigí la primera producció, Casa i Jardí, composta per dos textos d'Alan Ayckbourn, que foren portats a escena de manera simultània i amb el mateix repartiment als teatres Bartrina i Fortuny de la localitat. L'any 2008, el CAER unificà sota una mateixa direcció el centre de produccions, el Teatre Fortuny, el Teatre Bartrina i els festivals Trapezi i Cos.
A partir de l'any 2009, la direcció artística passa a mans de Cèsar Compte, Lluís Graells, Bet Miralta i Jordi Aspa, aquests dos darrers creadors de l'Escarlata Circus. Des de la seva creació el CAER ha produït o coproduït una quarantena d'espectacles amb centres com el Teatre Nacional de Catalunya, el Teatre Lliure, el Mercat de les Flors, el CAET (Centre d'Arts Escèniques de Terrassa), El Canal. Centre d'Arts Escèniques Salt/Girona, el Teatre Principal de Mallorca, el Teatro Español o el Teatro de la Abadía. Durant tot aquest temps, el CAET s'ha consolidat amb èxit com un dels principals centres productors D'arts escèniques del país, assolint també prestigi als circuïts teatrals de L’estat. Pel que fa a les seves estadístiques, cal destacar els més de 35.000 espectadors que han assistit a les representacions de les seves produccions, amb un 66% d'ocupació, i els catorze muntatges que han fet gira o temporada en emplaçaments diferents de la capital del Baix Camp, amb més de 90.000 espectadors. El CAER és un dels tres centres de creació d'arts escèniques de fora de Barcelona, juntament amb el 'El Canal. Centre d'Arts Escèniques Salt/Girona' i el 'Centre de creació - Terrassa Arts Escèniques'.